# Penalva do Castelo
Penalva do Castelo es un municipio portugués en el distrito de Viseu, região Centro y comunidad intermunicipal de Viseu Dão-Lafões, con cerca de 2000 habitantes.

## Geografía
Es sede de un municipio con 135,93 km² de área y 7333 habitantes (2021), subdividido en once freguesias. Los municipios están limitados al norte por Sátão, al nordeste por Aguiar da Beira, al este por Fornos de Algodres, al sur por Mangualde y al oeste por Viseu.
En este municipio se encuentra el palacio barroco de la Casa da Ínsua, único Parador de Turismo situado fuera de España.

## Demografía
| Gráfica de evolución demográfica de Penalva do Castelo entre 1864 y 2021 |
|                                                                          |
| Datos según el nomenclátor publicado por el INE portugués.               |

## Freguesias
Las freguesias de Penalva do Castelo son las siguientes:
- Antas e Matela
- Castelo de Penalva
- Esmolfe
- Germil
- Ínsua
- Lusinde
- Pindo
- Real
- Sezures
- Trancozelos
- Vila Cova do Covelo/Mareco